# 平原の滝
平原の滝（ひらはらのたき）は、愛知県西尾市平原にある滝。高さ5mの大滝と2mの小滝からなり、古くから信仰の対象になっている。特に小滝は閏年には13本、それ以外は12本の竹のかけひがかけられ、旧暦にあわせて善男善女が一心に背を打たれたといわれている。

## 歴史
清和天皇の御世（858年 - 875年）、比叡山の座主円仁（慈覚大師）がこの平原の里に一夜の宿をとり夢のお告げで発見されたといわれて以来、滝は別名「薬師の滝」と呼ばれ、滝水を飲めば長寿に、うたれると難病も治ると伝えられている。ただし、現在は「飲用には適さないので、飲まないように」と看板が立っている。

## 周辺施設
- 無の里休憩所
  - 周辺は平原の里として遊歩道が整備され、展望台、キャンプ場、旧徳山村（岐阜県）の民家を移築した「無の里休憩所」がある。
- 平原ゲンジボタルの里

## その他
滝開き行事
毎年7月第1日曜日、厄男による水垢離（入滝）神事が行なわれ、当日は野点などの行事で賑わう。

## アクセス
- 名鉄西尾線 西尾駅から名鉄バスの室場経由東岡崎行に乗車、「駒場」バス停下車、徒歩で約40分。
- 自動車では西尾駅から東方約6km。国道23号（岡崎バイパス）幸田須美ICを降りる。